# Distrito de Bangalore
Bangalore (en canarés; ಬೆಂಗಳೂರು ನಗರ ), también Bangalore urbano, es un distrito de India, en el estado de Karnataka . 
Comprende una superficie de 2 190 km².
El centro administrativo es la ciudad de Bangalore.

## Demografía
Según censo 2011 contaba con una población total de 9 588 910 habitantes.

## Localidades
- Byatarayanapura